# Rio Coşovăţ
O Rio Coşovăţ é um rio da Romênia, afluente do Motru, localizado no distrito de Mehedinţi.